# Aeroportul Shannon
Aeroportul Shannon (IATA: SNN, ICAO: EINN) este un aeroport din Shannon⁠(d), North-West⁠(d), Irlanda ce deservește zona Limerick. Aeroportul a fost tranzitat în 2022 de 1.418.084 de pasageri. A fost numit după Shannon⁠(d).
Situat la o altitudine de 14 m, aeroportul dispune de 2 piste. Este operat de Shannon Development⁠(d).

## Infrastructură

### Piste
Aeroportul dispune de 2 piste. Pista 06/24 are suprafața de asfalt și dimensiunile 3.199 m × 45 m. Pista 13/31 are suprafața de asfalt și dimensiunile 1.720 m × 45 m. 